# 邁瑪特玉素普
玉素普（维吾尔语：‎，1780年代？—1836年），全名邁瑪特玉素普，清代新疆回部白山派和卓後裔。曾於道光年間隨浩罕汗國入侵新疆西部。
玉素普是中亞河中地區納克什班迪教團首領瑪哈圖木·阿雜木後裔，波羅尼都之孫，薩木薩克長子。玉素普出生於1780年代，與其弟張格爾、巴布頂在浩罕國伯克納爾巴圖的庇護下長大。嘉慶二年（1797年），納爾巴圖伯克企圖利用玉素普為號召入侵新疆。因喀什噶爾（今喀什市）的阿奇木伯克玉努斯預先防備，浩罕的入侵計劃沒有實施。
玉素普成年後來到布哈爾當阿訇，“與人念經藉以養贍”。張格爾則充當了浩罕侵擾新疆的工具。道光八年（1828年），張格爾在喀什噶爾被清兵擒獲，浩罕重新起用玉素普。道光十年（1830年）十月，浩罕軍隊糾集塔什干、西布魯特部落共四萬餘人，以玉素普的和卓後裔身份為號召，再次入侵喀什噶爾。此次作戰的實際領導者是浩罕大臣愛薩、木薩。浩罕軍攻陷了喀什噶爾回城（今喀什市），清兵堅守喀什噶爾漢城（今疏勒縣）與英吉沙爾。十一月，在清兵援軍到來之前，浩罕軍隊就在大肆掠奪之後撤退了，原因是浩罕遭到鄰國布哈爾的入侵。玉素普也隨浩罕軍隊撤退，回到了浩罕或布哈爾（布哈拉）。事后伊犁将军玉麟建议报复浩罕、安集延，出兵吞并，被道光帝和扬威将军长龄以后勤、军费、地理等原因否决。浩罕求救于沙俄保护，也被拒绝。清与浩罕议和，浩罕拒绝引渡玉素普等，清朝则对浩罕通商免税，退还没收的资产，允许浩罕在南八城向浩罕商人收税。
1836年，玉素普病故。玉素普諸子也居住在浩罕，可考者有：
- 邁買的明，號稱“依山”，玉素普長子。因其在同輩子侄中最年長，人稱“卡塔條勒”，參加了七和卓之亂和阿古柏之亂。
- 阿布都拉，號稱“克齊克罕”，玉素普次子。也參加了七和卓之亂。
- 阿依木，玉素普之女。